# غارة جوية على مستشفى جامعة حلب 2024
في 1 ديسمبر 2024، نفذت روسيا غارة جوية على جامعة حلب في حلب سوريا ، مما أسفر عن استشهاد 12 شخصًا وإصابة 23 آخرين. قُتل صحفيان في الغارة الجوية.

## انظر ايضا
حملة القصف السوري-الروسي للمستشفيات